# 963
سنة 963 م كانت سنة بسيطة تبدأ يوم الخميس (الرابط يظهر نموذج التقويم الكامل للسنة) من التقويم اليولياني.

## مواليد
- ريتشارد الثاني دوق نورماندي.
- صمصام الدولة.
- ابن الإفليلي.
- عبد الرحمن الحطيبات.
- حميد الدين الكرماني.

## وفيات
- ألب تكين.
- رومانوس الثاني.